# Paraprenanthes heptantha
Paraprenanthes heptantha là một loài thực vật có hoa trong họ Cúc. Loài này được C.Shih & D.J. Liou mô tả khoa học đầu tiên năm 1988.